# ایستگاه متروی ترمینال ۲ و ۳ هیترو
ایستگاه متروی ترمینال ۲ و ۳ هیترو (انگلیسی: Heathrow Terminals 2 & 3 tube station) یکی از ایستگاه‌های خط پیکدیلی متروی لندن است.
این ایستگاه که در فرودگاه هیترو لندن قرار دارد در سال ۱۹۷۷ میلادی تأسیس شده است.